# اورن (بسنی)
اورن {{ترکی|Ören) (به ارمنی: Ղզըլ-էնթաբ) یک منطقهٔ مسکونی در ترکیه است که در بسنی واقع شده‌است.